# Plébiscite de division des Territoires du Nord-Ouest de 1982

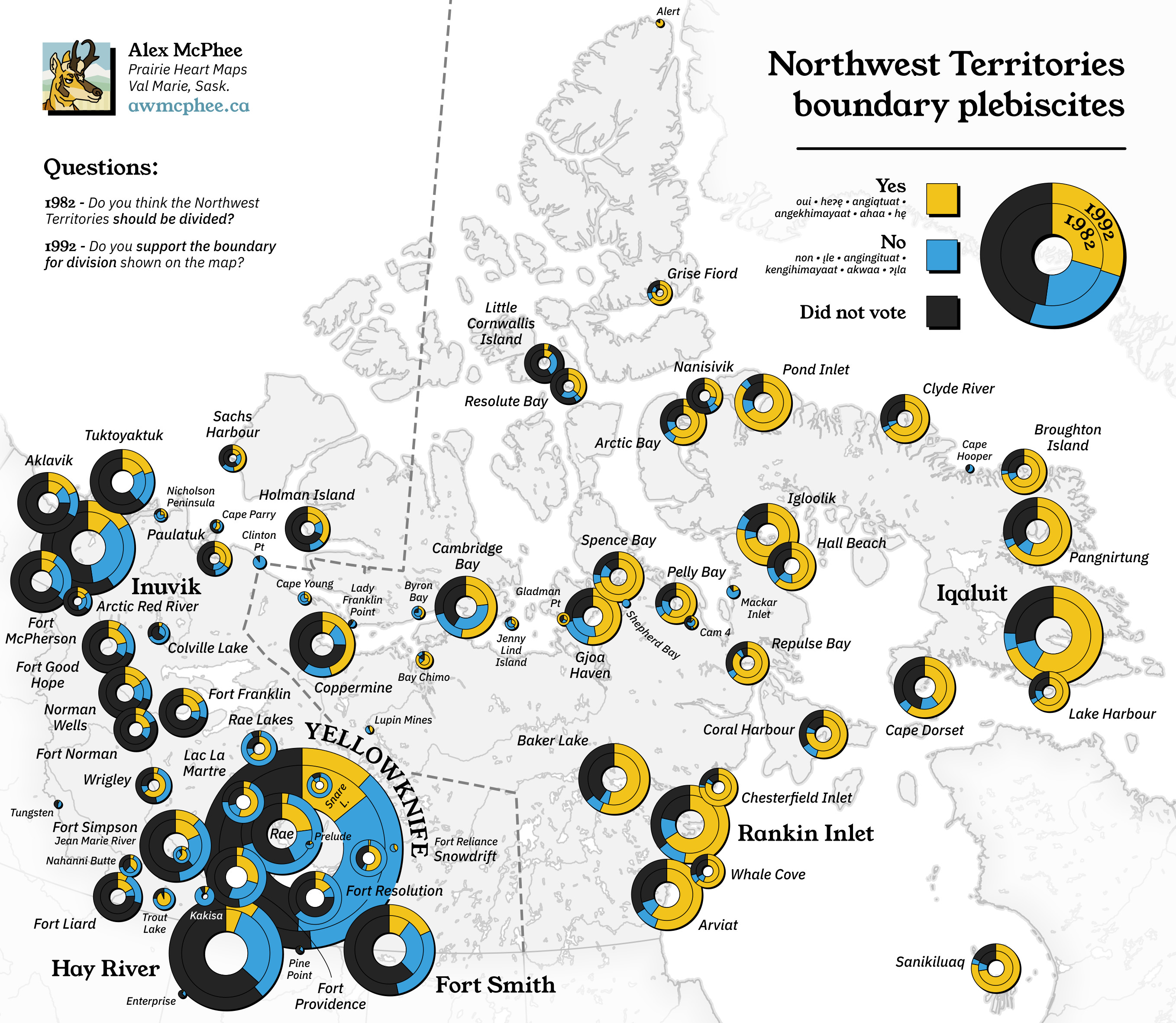
plébiscite de division des Territoires du Nord-Ouest de 1982

Le plébiscite de division des Territoires du Nord-Ouest de 1982 est un plébiscite qui s'est déroulé le 14 avril 1982 dans les Territoires du Nord-Ouest au Canada. C'est le premier plébiscite à la grandeur du territoire de l'histoire des Territoires du Nord-Ouest. Le plébiscite a mené à la création du Nunavut et a entraîné trois autres plébiscites dans ce processus de création.

## Histoire
La question était la culmination d'un débat qui avait lieu depuis près de 25 ans au niveau des gouvernements fédéral et territorial. Un projet de loi avait été formulé à la Chambre des communes disant que le territoire serait divisé en 1963, mais il fut abandonné au feuilleton.
En 1966, la Commission Carrothers publia un rapport stipulant que la division du territoire n'était pas le meilleur intérêt des Territoires à court terme.
Aux élections générales des Territoires du Nord-Ouest de 1967, le conseil élu était, de manière générale, opposé à la division.
À la fin des années 1970 et durant les années 1980, plusieurs propositions ont été formulées sur la manière de diviser le territoire et la question fut finalement posée aux citoyens.
Après le plébiscite, l'Assemblée législative accepta de se soumettre aux résultats et le gouvernement fédéral accepta à ces conditions : un support continu de l'électorat, toutes les parties doivent être d'accord sur les frontières, toutes les parties doivent être d'accord sur la division des pouvoirs entre tous les niveaux de gouvernement et le règlements des revendications territoriales.
La division a finalement eu lieu dix-sept ans plus tard alors que le Nunavut fut créé à partir des Territoires du Nord-Ouest.

## Résultats
La question du plébiscite était : Pensez-vous que les Territoires du Nord-Ouest devraient être divisés ?
| Réponse | Votes | %      |
| ------- | ----- | ------ |
| Oui     | 5 586 | 56,5 % |
| Non     | 4 304 | 43,5 % |
| Total   | 9 890 | 100 %  |

Le taux de participation fut de 53 % des 18 957 électeurs.